# キッズボクシング統一王座決定戦
キッズボクシング統一王座決定戦（キッズボクシングおうざけっていせん）は、2019年に第1回が開催された中学生年代のボクシング大会。主催は日本ボクシング連盟（JABF）。

## 概略
内田貞信JABF会長が掲げたプロアマ交流の一環として、JABF主催「全日本アンダージュニアボクシング王座決定戦」と日本プロボクシング協会（JPBA）など主催「ジュニア・チャンピオンズリーグ全国大会」の中学生チャンピオン同士による対抗戦が行われる。
第1回は2019年12月26日に墨田区総合体育館にて「全日本高等学校ボクシング東西対抗戦」「全日本大学ボクシング王座決定戦」などと合わせて「全試合チャンピオン対決」と銘打たれ、男子11階級・女子7階級で日本王者が決定した。

## 大会記録
| 回 | 年月日         | 会場             | 備考 |
| -- | -------------- | ---------------- | ---- |
| 1  | 2019年12月26日 | 墨田区総合体育館 |      |